# Alberto Zaccheroni
Alberto "Zac" Zaccheroni (sinh 1 tháng 4 năm 1953, tại Meldola, Emilia-Romagna) là một huấn luyện viên người Ý.
Ông từng dẫn dắt đội tuyển Nhật Bản giành chức vô địch AFC Asian Cup 2011. Ông là huấn luyện viên tốt nhất tại giải Serie A của Ý. Ông thường áp dụng chiến thuật 3–4–3.